# Farooque
Akbar Hossain Pathan Dulu (en bengalí: আকবর হোসেন পাঠান দুলু; Daca, 18 de agosto de 1948-Singapur, 15 de mayo de 2023), conocido artísticamente como Farooque, fue un actor, político, empresario y productor pakistanobangladesí.

## Carrera artística
Era conocido como 'Mia Bhai' (hermano respetado) para la gente de masas. Apareció en más de 150 películas en una carrera que abarcó más de cinco décadas. La mayoría de sus películas fueron un éxito comercial y de crítica. Farooque es una de las estrellas más reconocibles de la era clásica y dorada de la industria cinematográfica de Bangladés.
Fue el primer ganador del Premio Nacional de Cine de Bangladés al Mejor Actor de Reparto por la película Lathial en 1975, que rechazó. Además, fue galardonado con el Premio Nacional de Cine de Bangladés a la Trayectoria en 2016. Como uno de los actores más dominantes en la escena cinematográfica de Bangladés durante las décadas de 1970, 1980 y principios de 1990, Farooque es ampliamente considerado como uno de los actores más grandes e influyentes en la historia del cine de Bangladés.
Durante la Operación Searchlight, el 25 de marzo de 1971, participó en la primera resistencia de la guerra de liberación en Malitola, Daca Vieja como segundo al mando de su propia fuerza guerrillera comandada por 'Nader Gunda'. Más tarde, Farooque lo sucedió como comandante y continuó la lucha.
Farooque fue miembro gobernante de la Liga Awami de Bangladés de Daca-17 desde las elecciones generales de Bangladés de 2018 hasta su muerte en 2023.

## Vida personal y muerte
Farooque estuvo casado con Farhana Farooque. Tuvieron una hija, Fariha, y un hijo, Rowshon.
En septiembre de 2020, Farooque dio positivo por tuberculosis y fue ingresado en el Hospital Mount Elizabeth en Singapur. Anteriormente, el 16 de agosto de 2020, ingresó en un hospital privado debido a fiebre. Luego, estuvo en la unidad de cuidados intensivos durante 4 meses. Murió en Singapur el 15 de mayo de 2023, a la edad de 74 años.

## Filmografía
| Año  | Película              | Director                    | Rol             | Notas                                                              |
| ---- | --------------------- | --------------------------- | --------------- | ------------------------------------------------------------------ |
| 1971 | Jolchhobi             | H. Akbar                    |                 | Papel debut, lanzada el 22 de marzo                                |
| 1973 | Duronto Durbar        | Mohiuddin                   |                 |                                                                    |
| 1973 | Abar Tora Manush Ho   | Khan Ataur Rahman           |                 |                                                                    |
| 1974 | Choker Jole           | Aziz Azhar                  |                 |                                                                    |
| 1974 | Alor Michil           | Narayan Ghosh Mita          | Rashed          |                                                                    |
| 1974 | Trirotno              | Khan Ataur Rahman           |                 |                                                                    |
| 1975 | Lathial               | Narayan Ghosh Mita          | Dukhu Mia       | Ganó el Bangladesh National Film Award por Mejor actor de reparto  |
| 1975 | Sujon Sokhi           | Chashi Nazrul Islam         | Sujon           |                                                                    |
| 1976 | Noyonmoni             | Amjad Hossain               | Noyon           |                                                                    |
| 1976 | Matir Maya            | Taher Chowdhury             |                 |                                                                    |
| 1976 | Surjogrohon           | Rosy Samad                  |                 |                                                                    |
| 1977 | Trishna               | Narayan Ghosh Mita          |                 |                                                                    |
| 1978 | Sareng Bou            | Abdullah Al Mamun           | Kodom Sareng    | Basada en la novela del mismo título de Shahidullah Kaiser         |
| 1978 | Golapi Ekhon Traine   | Amjad Hossain               | Milon           | Based on the novel of Amjad Hossain titled "Droupodi Ekhon Traine" |
| 1979 | Ghor Jamai            | Zahirul Haque               |                 |                                                                    |
| 1979 | Din Jay Kotha Thake   | Khan Ataur Rahman           |                 |                                                                    |
| 1979 | Noder Chand           | Sheikh Nazrul Islam         |                 |                                                                    |
| 1979 | Surjo Songram         | Rosy Samad                  |                 |                                                                    |
| 1979 | Chokher Moni          | Narayan Ghosh Mita          |                 |                                                                    |
| 1979 | Priyo Bandhobi        | Motaher Hossain             |                 |                                                                    |
| 1979 | Modhumoti             | Hasmot                      |                 |                                                                    |
| 1979 | Choto Ma              | Tamij Uddin Rizvi           |                 |                                                                    |
| 1979 | Shohor Theke Dure     | Dilip Shom                  |                 |                                                                    |
| 1979 | Nagordola             | Belal Ahmed                 |                 |                                                                    |
| 1980 | Sokhi Tumi Kar        | Abdullah Al Mamun           |                 |                                                                    |
| 1980 | Kotha Dilam           | Akbar Kabir Pintu           |                 |                                                                    |
| 1980 | Etim                  | Sheikh Nazrul Islam         |                 |                                                                    |
| 1980 | Jibon Mrityu          | Narayan Ghosh Mita          |                 |                                                                    |
| 1980 | Bhai Bhai             | Swapan Saha                 |                 |                                                                    |
| 1980 | Chokka Panja          | Nur Hossain Bolai           |                 |                                                                    |
| 1980 | Dosti                 | Ajmal Huda Mithu            |                 |                                                                    |
| 1980 | Protigya              | A J Mintu                   |                 |                                                                    |
| 1981 | Sonar Tori            | Azizur Rahman               |                 |                                                                    |
| 1981 | Sukher Songsar        | Narayan Ghosh Mita          |                 |                                                                    |
| 1981 | Masum                 | Sheikh Nazrul Islam         |                 |                                                                    |
| 1981 | Matir Putul           | Abdus Samad Khokon          |                 |                                                                    |
| 1981 | Janata Express        | Azizur Rahman               |                 |                                                                    |
| 1982 | Reshmi Churi          | Shibly Sadik                |                 |                                                                    |
| 1982 | Taser Ghor            | Narayan Ghosh Mita          |                 |                                                                    |
| 1982 | Laal Kajol            | Motin Rahman                |                 |                                                                    |
| 1982 | Chitkar               | Motin Rahman                |                 |                                                                    |
| 1982 | Jontor Montor         | Azizur Rahman               |                 |                                                                    |
| 1983 | Sikandar              | Nur Hossain Bolai           |                 |                                                                    |
| 1983 | Shimar                | H. Akbar                    |                 |                                                                    |
| 1983 | Ijjat                 | Swapan Saha                 |                 |                                                                    |
| 1983 | Asha                  | Sheikh Nazrul Islam         |                 |                                                                    |
| 1983 | Arshinagar            | Khan Ataur Rahman           |                 |                                                                    |
| 1983 | Chena Mukh            | Zahirul Haque               |                 |                                                                    |
| 1983 | Mehmaan               | Azizur Rahman               |                 |                                                                    |
| 1983 | Ondho Bodhu           | Subhash Dutt                |                 |                                                                    |
| 1983 | Hashu Amar Hashu      | H. Akbar                    |                 |                                                                    |
| 1984 | Punomilon             | Ebne Mizan                  |                 |                                                                    |
| 1984 | Matsya Kumari         | Kazi Kamal                  |                 |                                                                    |
| 1984 | Maan Obhimaan         | Narayan Ghosh Mita          |                 |                                                                    |
| 1984 | Mayer Achol           | Azizur Rahman               |                 |                                                                    |
| 1985 | Phooleshwari          | Azizur Rahman               |                 |                                                                    |
| 1985 | Shaheb                | Narayan Ghosh Mita          |                 |                                                                    |
| 1985 | Jhinuk Mala           | Rosy Samad                  |                 |                                                                    |
| 1985 | Poristhan             | Md. Shahjahan Akand         |                 |                                                                    |
| 1986 | Sud Asal              | Narayan Ghosh Mita          |                 |                                                                    |
| 1987 | Obishwas              | Swapan Saha                 |                 |                                                                    |
| 1988 | Moshal                | Badrul Alam                 |                 |                                                                    |
| 1988 | Kartabya              | Swapan Saha                 |                 |                                                                    |
| 1988 | Jadu Mahal            | Swapan Saha                 |                 |                                                                    |
| 1988 | Sukher Shopno         | Awkat Hossain               |                 |                                                                    |
| 1988 | Shaktishali           | Swapan Saha                 |                 |                                                                    |
| 1988 | Behula Lakindar       | Chashi Nazrul Islam         |                 |                                                                    |
| 1989 | Bhool Bichar          | Anjan Sarker                |                 |                                                                    |
| 1989 | Biraj Bou             | Mohiuddin Faruqe            |                 |                                                                    |
| 1989 | Laila Amar Laila      | M. A. Malek                 |                 |                                                                    |
| 1989 | Kala Khoon            | Darashikho                  |                 |                                                                    |
| 1989 | Adarshaban            | Abu Musa Debu               |                 |                                                                    |
| 1989 | Alal Dulal            | Ebne Mizan                  |                 |                                                                    |
| 1990 | Shimul Parul          | Delwar Jahan Jhantu         | Shimul          |                                                                    |
| 1990 | Jobab Chai            | Mujibor Rahman              |                 |                                                                    |
| 1990 | Shesh Porichoy        | Anjan Sarker                |                 |                                                                    |
| 1990 | Lakhe Ekta            | Kazi Kamal                  |                 |                                                                    |
| 1990 | Palki                 | Delwar Jahan Jhantu         |                 |                                                                    |
| 1990 | Kismat                | Humayun Kabir               |                 |                                                                    |
| 1990 | Mia Bhai              | Chashi Nazrul Islam         |                 |                                                                    |
| 1990 | Dukhini Ma            | Delwar Jahan Jhantu         |                 |                                                                    |
| 1991 | Bhai Bhabi            | Delwar Jahan Jhantu         |                 |                                                                    |
| 1991 | Surjo Sontan          | Ayat Ali Patwari            |                 |                                                                    |
| 1991 | Lottery               | Abdul Latif Bacchu          |                 |                                                                    |
| 1991 | Padma Meghna Jamuna   | Chashi Nazrul Islam         | Hashu           |                                                                    |
| 1992 | Khomotaban            | Fazle Ahmed Benzir          |                 |                                                                    |
| 1992 | Bod Nosib             | Sheikh Alauddin             |                 |                                                                    |
| 1992 | Bondhu Amar           | Awkat Hossain               |                 |                                                                    |
| 1993 | Danga Fyasad          | Chashi Nazrul Islam         |                 |                                                                    |
| 1993 | Chorom Protishod      | Sujaur Rahman               |                 |                                                                    |
| 1996 | Jibon Songshar        | Zakir Hossain Raju          | Sagar Ahmed     |                                                                    |
| 1997 | Jibon Mane Juddho     | Mostafizur Rahman Babu      |                 |                                                                    |
| 1998 | Prithibi Tomar Amar   | Badal Khandaker             |                 |                                                                    |
| 1998 | E Jibon Tomar Amar    | Zakir Hossain Raju          |                 |                                                                    |
| 1998 | Ekhono Onek Raat      | Khan Ataur Rahman           | Zahed           |                                                                    |
| 1998 | Manush Manusher Jonno | Maruf Hossain Milton        |                 |                                                                    |
| 2001 | Mone Rekho Amay       | Awlad Hossain & Nasir Uddin |                 |                                                                    |
| 2006 | Koti Takar Kabin      | F I Manik                   | Mannab Talukder |                                                                    |
| 2008 | Ghorer Lokkhi         | Azadi Hasnat Firoz          |                 | Última película                                                    |